# Jean-Yves Normand
Pour les articles homonymes, voir Normand (homonymie).
Jean-Yves Normand, né à Paris le 4 juin 1917 et mort le 26 décembre 2003 à Aix-en-Provence, est un architecte français qui a doté Brazzaville, la capitale politique de la République du Congo, d'édifices parmi les plus marquants de cette ville pendant la période coloniale.

## Biographie
Jean-Yves Normand est le fils de Georges Maurice Normand, et de Jeanne Rose Laffineur,. 

### Formation
Jean-Yves Normand a été formé à l’École nationale supérieure des beaux-arts de Paris et est l'élève de Georges Gromort (1919-1961) et Louis Arretche (1932-1968).
Il est admis en deuxième classe le 9 mars 1937 en planchant sur le sujet : « Étude d'éléments analytiques d'architecture : L'entrée d'une orangerie ; Composition d'architecture : Un lavoir ». Il passe en première classe le 24 mars 1939, et est diplômé le 16 juin 1942 de la 181e promotion, sur le thème « Une école maternelle dans un groupe scolaire » avec la mention bien. Admis aux Hautes Études d’architecture le 21 avril 1943, il est récipiendaire du premier second Grand Prix de Rome le 8 juillet 1946 sur le sujet : « Le grand foyer des équipages de la flotte ». Il est lauréat de la Delano and Aldrich/Emerson Fellowship, en 1950 et exercera comme architecte à Paris 16e entre 1949 et 1967.

### Carrière
Il fait partie de cette génération d’architectes novateurs qui a expérimenté librement de nouvelles formules techniques et artistiques dans les grands chantiers brazzavillois. On compte parmi eux, Henri Chomette qui travaillera plus tard en Guinée Equatoriale et au Gabon, Bernard Berruet, Henri-Jean Calsat et Roger Erell. Ils sont notamment les adeptes d'une architecture climatique adaptée aux tropiques.
Jean-Yves Normand part pour Brazzaville en 1947,, sous contrat avec le Ministère des Colonies afin de réaliser le plan d’urbanisme de la ville. C'est là, qu'il rencontre Roger Erell avec qui, il conçoit conjointement de nombreux édifices comme les arcades de l'Avenue Foch. Son plan directeur fut assez suivi à l’époque, conservant assez bien la délimitation des zones. Sa volonté étant de bien séparer les commerces, des industries et des habitats, tout en imposant quelques grands axes comme l'Avenue Foch. 
Le charme du centre-ville de Brazzaville est en grande partie dû à l'esprit visionnaire de Normand et d'Erell.
En 1949, dans la perspective d'un accroissement de la population à 20 000 habitants, Normand conçoit le nouveau plan directeur de la ville de Pointe-Noire.
Jean-Yves Normand a brûlé la totalité de ses archives. En effet, avec le recul, il éprouvait une sorte de honte par rapport à ses oeuvres.

## Principales œuvres à Brazzaville
- L'hôtel de ville[10],[13] - 1963
- La place de la mairie centrale : ensemble architectural particulièrement élégant[7]
- Les arcades de l'avenue Foch, perspective remarquable devant l'Hôtel de ville, en tandem avec Erell. Les commerces en rez-de-chaussée sont abrités des pluies tropicales par les arcades. On trouve des appartements aux étages et quelques appartements luxueux sur les terrasses supérieures[7],[13]  - 1949 - 1955
- L'immeuble La Paternelle, premier édifice à étage de Brazzaville, dépassant la cime des manguiers en tandem avec Erell[7] - 1953
- Le palais de Justice[8], incontestablement le chef-d'œuvre de Normand[7]. Les  procédés  climatiques  utilisés sont assez comparables à ceux mis en place en 1948-1950 par les architectes D. Badani et P. Roux-Dorut pour le palais de justice d’Abidjan (Côte d’Ivoire)[14] - 1955 - 1964
- L'ancien centre philatélique (actuel SOTELCO - Société des Télecom du Congo)[7] - 1955
- Rénovation de la gare centrale - 1962
- Église Notre-Dame-du-Rosaire, inspirée de la tradition Kongo pour la façade ornée d’un portail-clocher reprenant la silhouette du Ngongui, instrument traditionnel de musique, qui servait jadis à convoquer les villageois aux palabres officielles[7],[13] - 1963
- le stade Alphonse-Massamba-Débat

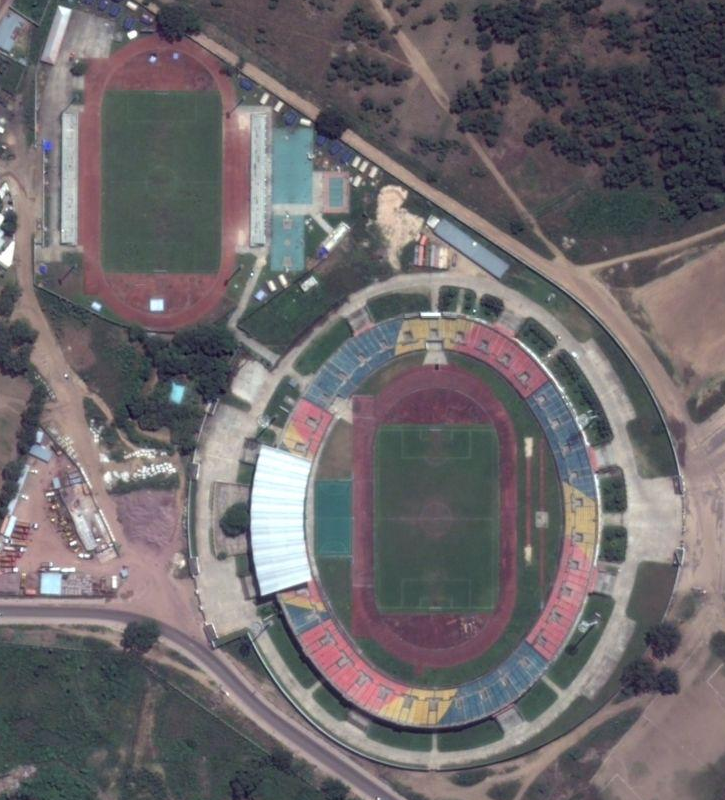
Vue aérienne du stade Alphonse-Massamba-Débat à Brazzaville.
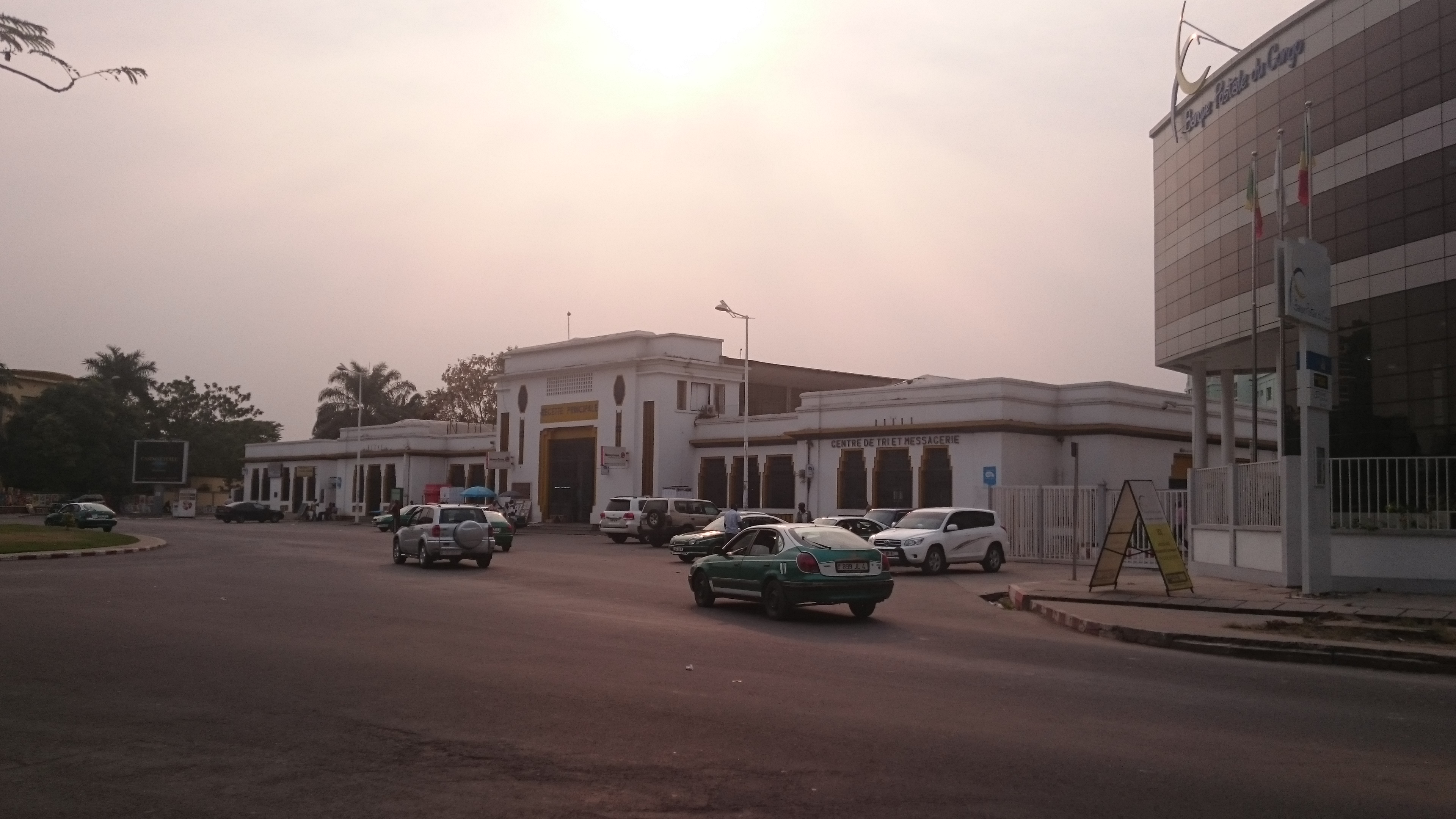
Ancien centre philatélique devenu le siège de la Société des Télécommunications du Congo (SOTELCO) à Brazzaville.